# Tim la malice

Tim la malice (Lost in the Woods) est un téléfilm américain réalisé par Jim Wynorski, diffusé en 2009.

## Synopsis
Tim est un garçon espiègle et dégourdi. Sur la route des vacances, alors que ses parents ont décidé de faire une halte, il se trompe de voiture et monte dans celle de deux truands qui projettent de kidnapper Chelsea, une petite fille de 10 ans, afin d'obtenir une rançon de 2 millions de dollars. une fois Chelsea kidnappée ligotée et bâillonnée.Tim, grâce à son arme secrète, le «Facilitator», va jouer mille tours à ces brigands pas très malins, qui tomberont dans tous les pièges.

## Fiche technique
- Titre original : Lost in the Woods
- Réalisation : Jim Wynorski
- Scénario : Jim Wynorski, William Langlois et Melissa Brasselle
- Photographie : Andrea V. Rossotto
- Musique : Chuck Cirino
- Pays : États-Unis
- Durée : 84 min

## Distribution
- Sean Kyle : Tim Rogers
- Michael Madsen : Stuart Bunka
- Hayley Sanchez : Chelsea
- Corey Landis :Perry
- Scott L. Schwartz : Kurt
- John Callahan : Dan Rogers
- Maggie Wagner : Melissa Rogers
- Paul Grace : Sarge
- Eric Sweeney : Lyle
- Mariah Parkin : Katie Rogers